# Varaskogen
Varaskogen är ett naturreservat i Götene kommun i Västergötland.

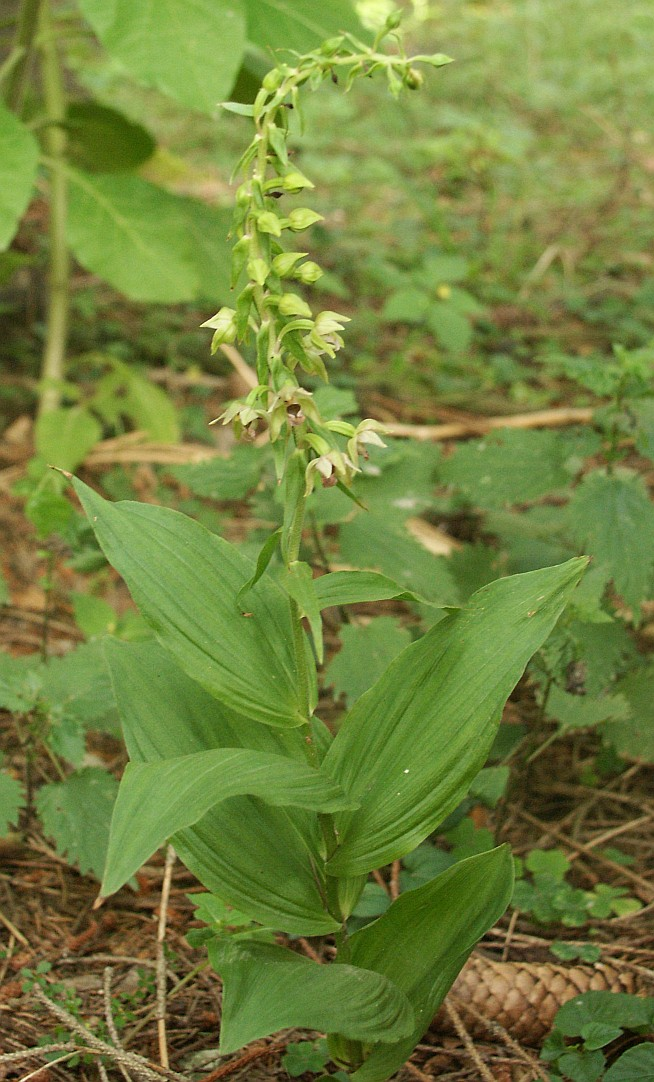
Skogsknipprot

Naturreservatet är 251 hektar stort och skyddat sedan 2008. Av detta är 146 hektar vatten och utgör en 2,5 km lång kuststräcka vid Vänerns strand nordost om Hällekis.
Där finns barrskog och myrmark och i Vänern öar och skär. Arten av berggrund medför att många svampar trivs. Det går att hitta flera ovanliga som olika jordstjärnor, grangråticka, bullspindling och flockig puderskivling. Även en del speciella växter förekommer beroende på den kalkrika marken, tallört och skogsknipprot kan nämnas. 
Reservatet ingår i Natura 2000, EU:s ekologiska nätverk av skyddade områden.